# Lestodiplosis rabdosiae
Lestodiplosis rabdosiae är en tvåvingeart som beskrevs av Fedotova 2002. Lestodiplosis rabdosiae ingår i släktet Lestodiplosis och familjen gallmyggor. Inga underarter finns listade i Catalogue of Life.